# 川島一彦
川島 一彦（かわしま かずひこ、1947年 - ） は、日本の建設技官、土木工学者。東京工業大学名誉教授。元日本地震工学会会長。工学博士、土木学会認定特別上級土木技術者（防災）。

## 人物・経歴
兵庫県生まれ。1970年名古屋大学工学部土木工学科卒業。1972年名古屋大学大学院工学研究科土木工学専攻修士課程修了、建設省入省、建設省土木研究所構造橋梁部振動研究室研究員。1979年建設省地震防災部振動研究室主任研究員。1980年名古屋大学工学博士。
1981年土木学会論文奨励賞受賞。1984年建設省地震防災部耐震研究室長。1991年土木学会田中賞受賞。1994年建設省土木研究所企画部地下開発研究官。同年建設大臣表彰受賞。
1995年東京工業大学工学部土木工学専攻教授。同年土木学会吉田賞受賞。2000年東京工業大学大学院理工学研究科教授。2007年地震工学委員長。2009年世界地震工学会（IAEE）日本代表。2011年日本地震工学会会長。2013年東京工業大学名誉教授。
西南交通大学名誉教授、中国北京科技大学名誉教授、日本工学会フェロー、土木学会フェロー、日本地震工学会名誉会員。日本道路協会道路震災対策委員会委員長、土木研究センター橋の動的耐震設計法マニュアル検討委員長なども歴任した。日本地震工学会功労賞、土木学会出版文化賞、土木学会功績賞、外務大臣感謝状等も受賞。

## 著書
- 『道路橋の耐震設計計算例』（共著）山海堂 1992年
- 『地下構造物の耐震設計』（編著）鹿島出版会 1994年
- 『土木構造設計（文部科学省検定済教科書 高等学校工業科用）』（共著）実教出版 2014年
- 『地震との戦い: なぜ橋は地震に弱かったのか』鹿島出版会 2014年
- 『耐震工学』鹿島出版会 2019年